# H 스테이션
H 스테이션은 현대자동차가 구축한 친환경 수소충전소이다.

## 상세
H 스테이션은 세련된 건축 디자인(친환경 컨셉)과 청정한 분위기가 특징이며, 국내에는 2020년 8월 기준 9개의 수소 충전소가 설치되어 있다. 현재 수소사회 발전 등으로 인해 추가 건축되고 있다.

## 위치

### 고속도로 휴게소
- 여주 수소충전소

- 2018년 2월 평창동계올림픽 기간 동안 임시 운영 후 2019년 4월 정식 개소
- 안성 수소충전소 (서울 방향)

- 2019년 4월 개소
- H 함안 수소충전소

- 2019년 8월 남해고속도로(부산방면) 함안 휴게소에 개소
- H 하남 수소충전소

- 2019년 9월 하남 드림휴게소에 개소

### 도심
- H 국회 수소충전소

- 2019년 9월 개소, 서울 시내 첫 수소충전소
- H 강동 수소충전소[1]

- 2020년 5월 개소, 휘발유 및 LPG, 전기, 수소 등 충전 가능
- H 부산 수소충전소[2]

- 2019년 9월 개소, 수소와 CNG 연료 충전 가능
- H 인천 수소충전소[3]

- 2019년 11월 개소, 수소와 LPG 충전 가능
- 완주 상용차 수소충전소

- 2020년 6월 개소, 수소사용차 특화 충전소, 국내 최대 규모 수소충전소

## H 무빙 스테이션
현대자동차그룹이 운영하는 이동형 수소충전소로 하이넷 수소출하센터로부터 수소를 공급받아 운영된다. 2022년 10월 27일, 서울 광진구 중곡동에 ‘H 광진 무빙 스테이션’이 개소됐다.
현대자동차 엑시언트에 수소압축기, 저장용기, 냉각기, 충전기 등 설비를 탑재하여 운영한다. 1대당 저장 가능한 수소 용량은 80kg, 충전 압력은 350바(bar)이며 차압 충전 방식을 활용한다. 수소전기차 넥쏘 기준 1대당 최대 2.5kg 내외의 수소 충전을 지원하며 하루에 최대 50대까지 충전할 수 있다(충전량 50% 기준). 현대자동차의 차량관리 앱 ‘마이현대(myHyundai)’를 통해 사전 예약 후 방문할 경우 대기시간 없이 이용할 수 있으며, 예약 없이 워크인으로도 이용할 수 있다.
2024년 11월 1일 국내 최초 풍력 기반으로 생산된 수소를 사용하는 이동형 수소충전소 준공식을 개최했다. 2022년 운영을 시작한 ‘H 광진 무빙 스테이션’에 이은 국내 두번째 이동형 수소충전소이자, 국내 최초 그린수소 연계 수소충전소다.
이동형 수소충전소는 현대자동차의 25톤 대형트럭 엑시언트에 수소압축기, 저장용기, 냉각기, 충전기 등 핵심설비가 모두 탑재돼 하나의 완벽한 수소충전소 역할을 수행한다.
넥쏘를 기준으로 1대당 최대 2.5kg 내외의 수소 충전을 지원하며, 최대 20대까지 충전할 수 있다.(※충전 효율을 위해 대당 최대 충전율은 50%)